# Pachyiulus asiaeminoris
Pachyiulus asiaeminoris är en mångfotingart som först beskrevs av Karl Wilhelm Verhoeff 1898.  Pachyiulus asiaeminoris ingår i släktet Pachyiulus och familjen kejsardubbelfotingar. Inga underarter finns listade i Catalogue of Life.